# Barockhaus Neißstraße 30
Das Barockhaus Neißstraße 30 ist ein bedeutendes Handels- und Wohnhaus der Barockzeit in Görlitz, welches seit 1951 als Teil des städtischen Kulturhistorischen Museums genutzt wird. Es befindet sich inmitten der Altstadt auf der Neißstraße 30.

## Geschichte

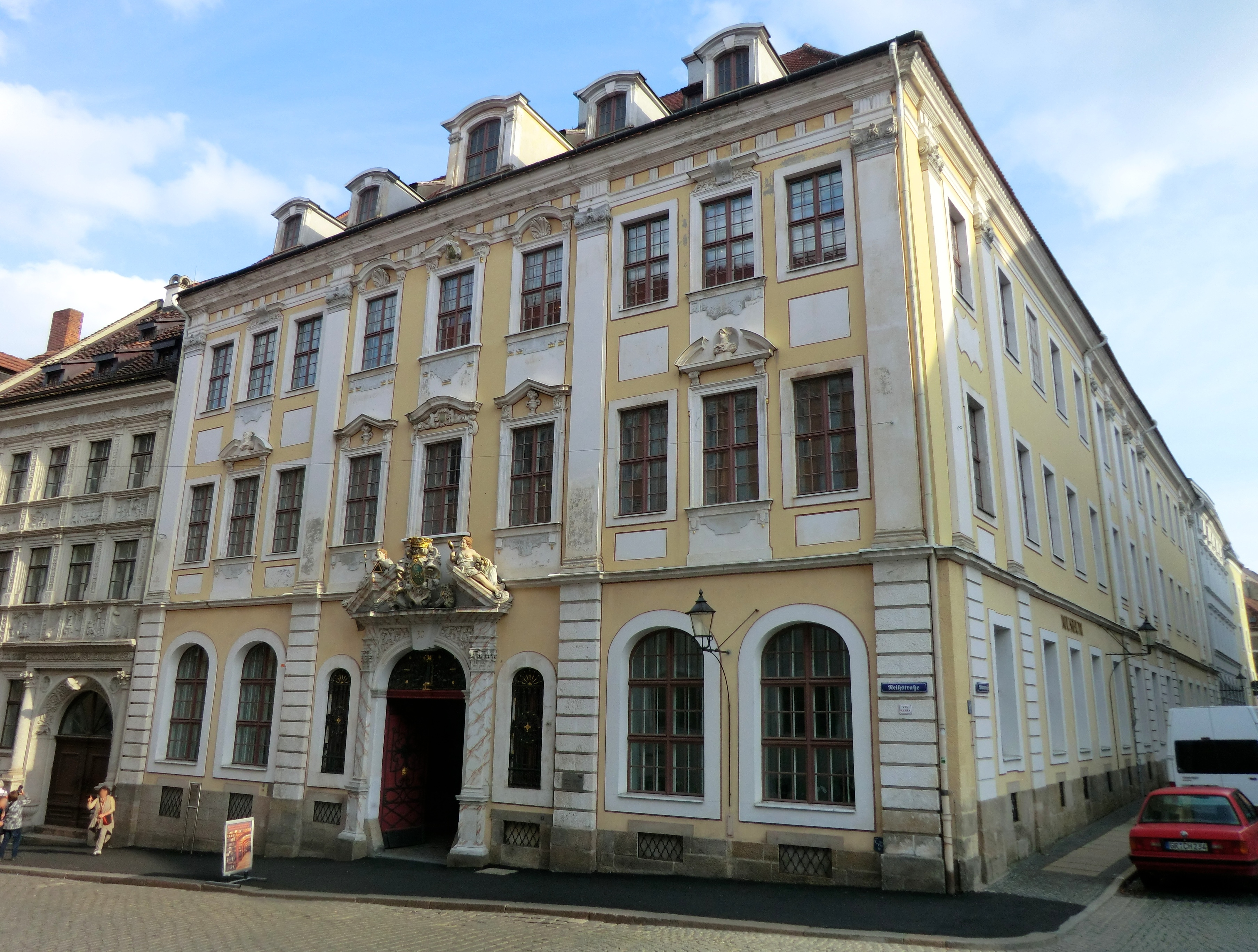
Blick auf die Fassade Neißstraße Ecke Weberstraße vom Arkadenbogen des gegenüberliegenden Gebäudes

Im Mittelalter und in der frühen Neuzeit war die südöstliche Ecke am Untermarkt eine privilegierte Wohnlage. Vor dem Stadtbrand von 1726 lagen hier zwei bedeutsame Bierhöfe mit ihren Hinterhäusern.
Das neue Gebäude wurde nach dem Stadtbrand zwischen 1727 und 1729 vom Ratsbaumeister Samuel Suckert nach Plänen des sächsischen Oberlandbaumeisters Johann Friedrich Karcher für den reichen Leinwand- und Damasthändler Christian Ameiß aus Zittau nach dem Beispiel eines Leipziger „Durchhauses“ errichtet. Die beiden Grundstücke Weberstraße 1 und Handwerk 2 wurden in die Planung dieser Vierflügelanlage mit teilweise offenen Hofumgängen einbezogen. Die Anlage hat zwei Höfe mit einer Einfahrt auf der Neißstraße und einer Ausfahrt zum Handwerk zur damaligen Durchfahrt für Warenladungen.
Karl Gottlob von Anton, 1779 Mitbegründer der Oberlausitzischen Gesellschaft der Wissenschaften, hatte das Gebäude erworben, nachdem die ehemaligen Räume für die Gesellschaft zu eng wurden. 1804 wurde damit das Haus (bis 1945) Sitz der Gesellschaft, deren Bibliothek und Sammlungen seitdem hier aufbewahrt werden. Auch die Freimaurerloge „Zur Gekrönten Schlange“, in der Karl Gottlob von Anton von 1804 bis 1816 Meister vom Stuhl war, nutzte im zweiten Obergeschoss des Vorderhauses Räume. Er schenkte das Haus 1807 der Gesellschaft. Die Loge bezog erst im Jahr 1864 ein eigenes Haus an der Kahle 21 (heute „Haus Wartburg“ in der Johannes-Wüsten-Straße 21).
1932 wurde das Graphische Kabinett mit den zusammengetragenen Sammlungen des Kaiser-Friedrich-Museums, der Milich’schen Bibliothek (des Schweidnitzer Juristen Johann Gottlieb Milich (1678–1726) mit ca. 7.000 Bänden, 200 Handschriften und 500 Münzen) und der Oberlausitzischen Gesellschaft der Wissenschaften eröffnet.
1945 erfolgte die Liquidation der Oberlausitzischen Gesellschaft der Wissenschaften durch die sowjetische Militärverwaltung. Allen Vereinstätigkeiten wurde ein Ende gesetzt. 1950 wird das Gebäude mit der historischen Bibliothek und den wissenschaftsgeschichtlichen Sammlungen Eigentum der Stadt Görlitz. Das Barockhaus eröffnete 1951 erneut als zweites Museumsgebäude der Görlitzer Städtischen Kunstsammlungen, des heutigen Kulturhistorischen Museums Görlitz.

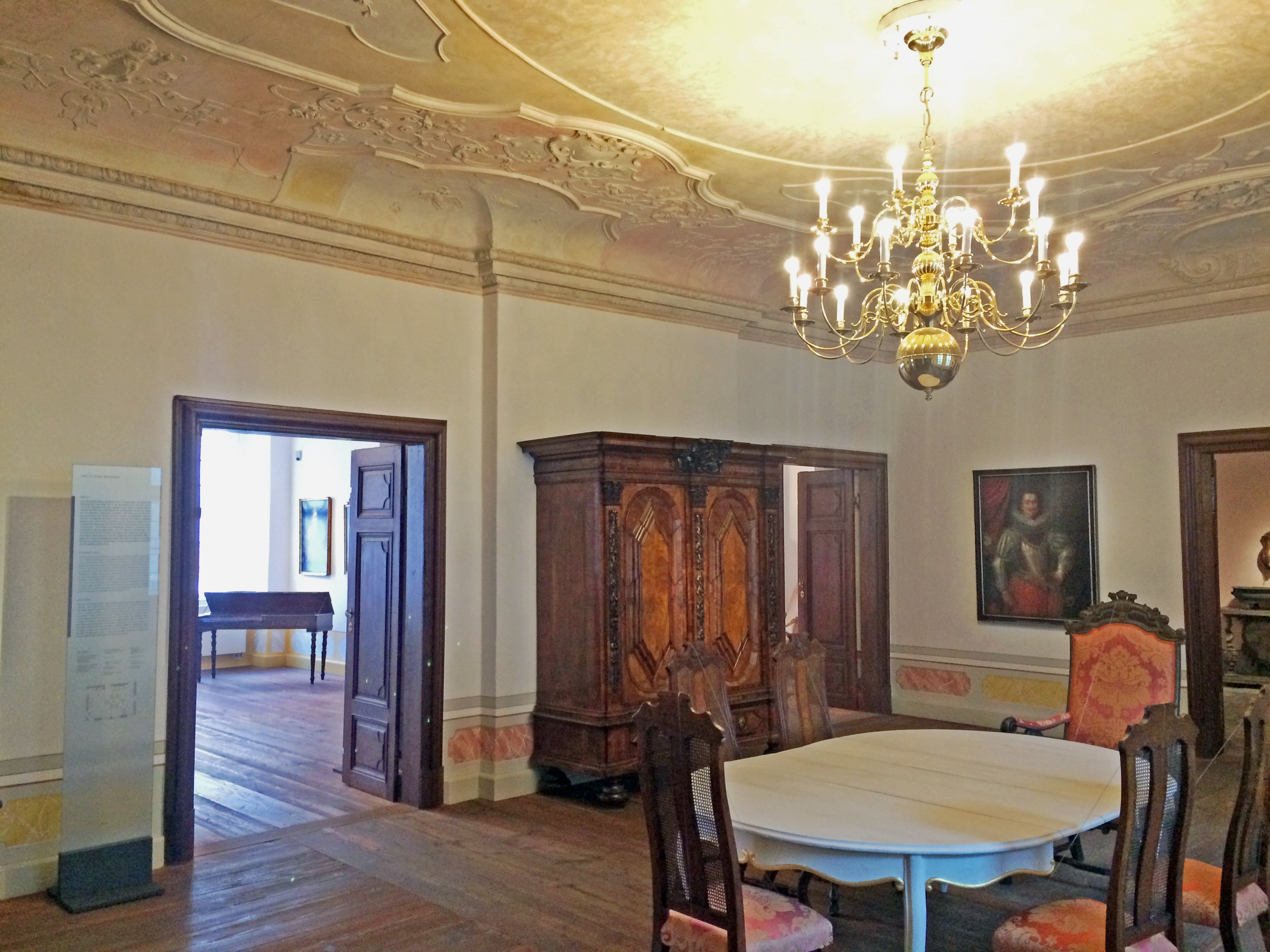
Raum mit Stuckdecke im Barockhaus

Im Erdgeschoss wurde im Jahr 2002 der Johannes-Wüsten-Saal als Veranstaltungs- und Vortragsraum eingeweiht.
Von 2010 bis zum 29. Juli 2011 wurden umfassende Sanierungsarbeiten im Barockhaus durchgeführt. Bis Oktober desselben Jahres wurden im zweiten Bauabschnitt Sanierungen der beiden angrenzenden Gebäude Handwerk 1 und 2 ausgeführt. Die ehemaligen Wohnräume des Hausherrn und die barocken Sammlungskabinette sind seit dem 7. September 2012 für Besucher zugänglich. Im Jahr 2013 wurde das neue Depotgebäude im Handwerk 1 und 2 eröffnet und zeitgleich auch ein Durchgang zwischen Neiß- und Weberstraße geschaffen. Eine Freilegung und Restaurierung barocker Stuckdecken in den Jahren 2010 und 2011 wurde über die Altstadtstiftung Görlitz aus der Altstadtmillion gefördert.

## Details
Das Portal des Hauses besitzt einen mächtigen Giebel mit zwei Giebelfiguren und einer reich verzierten Kartusche. Die Inschrift in der Kartusche lautet:

„I.U. MUSEUM S.L.L.S.“

„In uno Museum Societatis Litterarum Lusatiae Superioris“

„Das ganze Gebäude möge eine Stätte für gelehrte Studien der Oberlausitzischen Gesellschaft der Wissenschaften sein.“

Sie wurde 1807 angebracht, als der damalige Besitzer Karl Gottlob von Anton das Haus der von ihm 1779 mitbegründeten Oberlausitzischen Gesellschaft der Wissenschaften übereignete.

## Ausstellungen

### Dauerausstellungen

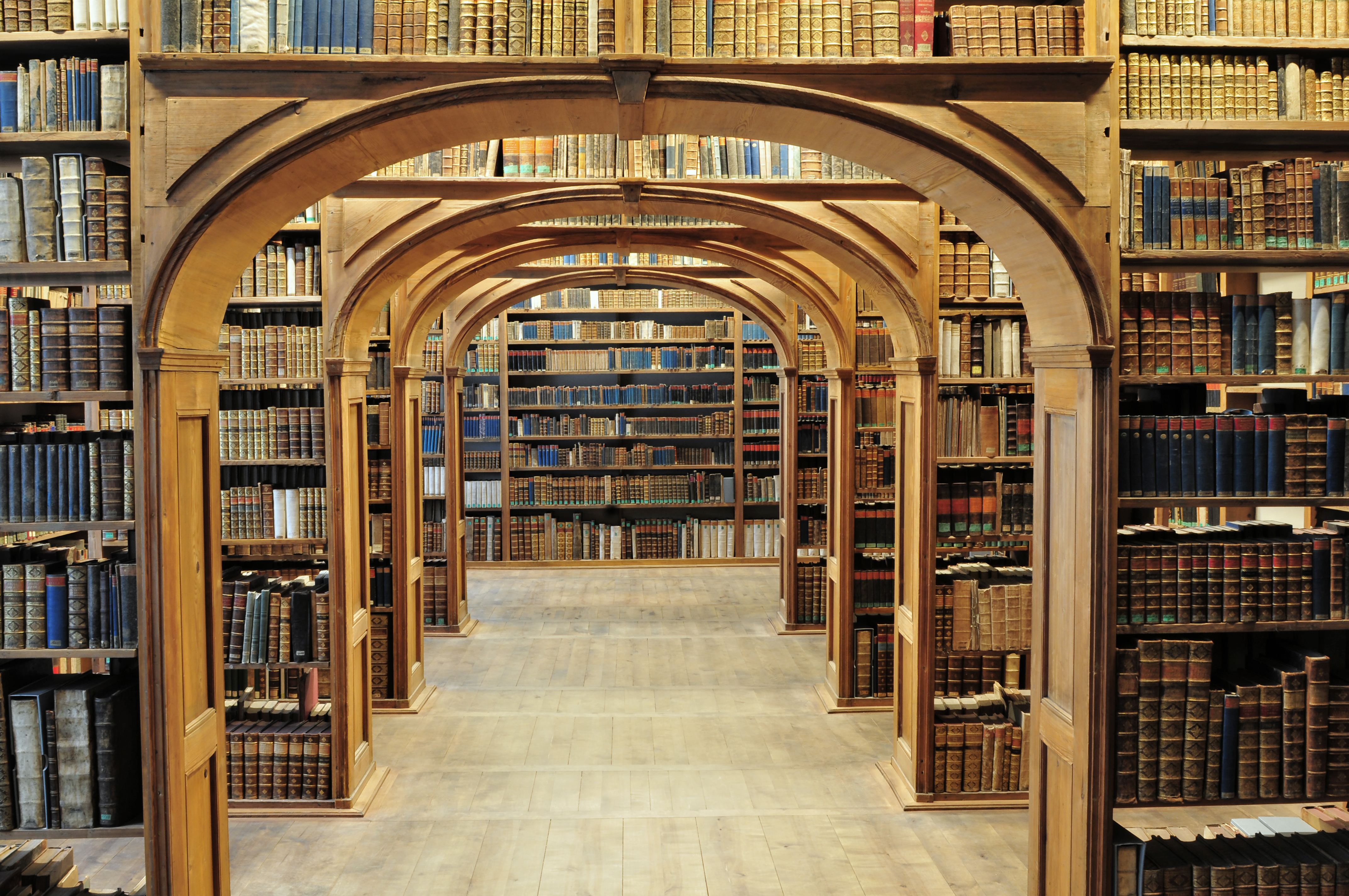
Historischer Bibliothekssaal der Oberlausitzischen Bibliothek der Wissenschaften

Im ersten Obergeschoss des Vorderhauses sind die ehemaligen repräsentativen Wohnräume des Hausherrn mit Interieur-Inszenierungen, original erhaltenen, farbigen Stuckdecken und ausgesuchten Exponaten aus barocker Zeit des 18. Jahrhunderts in Görlitz und der Oberlausitz zu betrachten. In den Sammlungskabinetten werden bedeutende Gemälde und Skulpturen des 17. und 18. Jahrhunderts, Gold- und Silberschmiedearbeiten, geschliffene Gläser, Porzellan- und Fayencegefäße, Prunktextilien sowie Kunstwerke auf Papier präsentiert. In der Milich’schen Raritäten- und Wunderkammer sind wunderliche Dinge der Natur, Altertümer und wissenschaftliche Gerätschaften ausgestellt. In diesem Geschoss befindet sich auch die Oberlausitzische Bibliothek der Wissenschaften mit ihren berühmten historischen Räumen und herausragenden Buchbeständen.
Im zweiten Obergeschoss werden die Sammlungen und die Arbeit der Oberlausitzischen Gesellschaft der Wissenschaften gezeigt. Hierzu zählen originale Möbelstücke, wertvolle Gemälde und einzigartige wissenschaftliche Sammlungen die in speziellen Kabinetten so inszeniert wurden, wie zur Zeit vor 200 Jahren. Ein historisches physikalisches Kabinett von Adolf Traugott von Gersdorff zeigt eine große Scheibenelektrisiermaschine aus dem Jahr 1792, die er in Amsterdam beim damals führenden Konstrukteur Cornelis van Wieckera bestellte. Des Weiteren sind ein Literatur- und Musikkabinett sowie Altertümer- und Naturalienkabinette zu sehen, welche die verschiedenen Forschungsinteressen der Gesellschaftsmitglieder darstellen. In einem gesonderten Raum des Altertümerkabinetts sind neben Sammlungen aus Griechenland, Rom und Ägypten auch einheimische Ausgrabungsfunde ausgestellt.

Auswahl aus der Museums-Kollektion
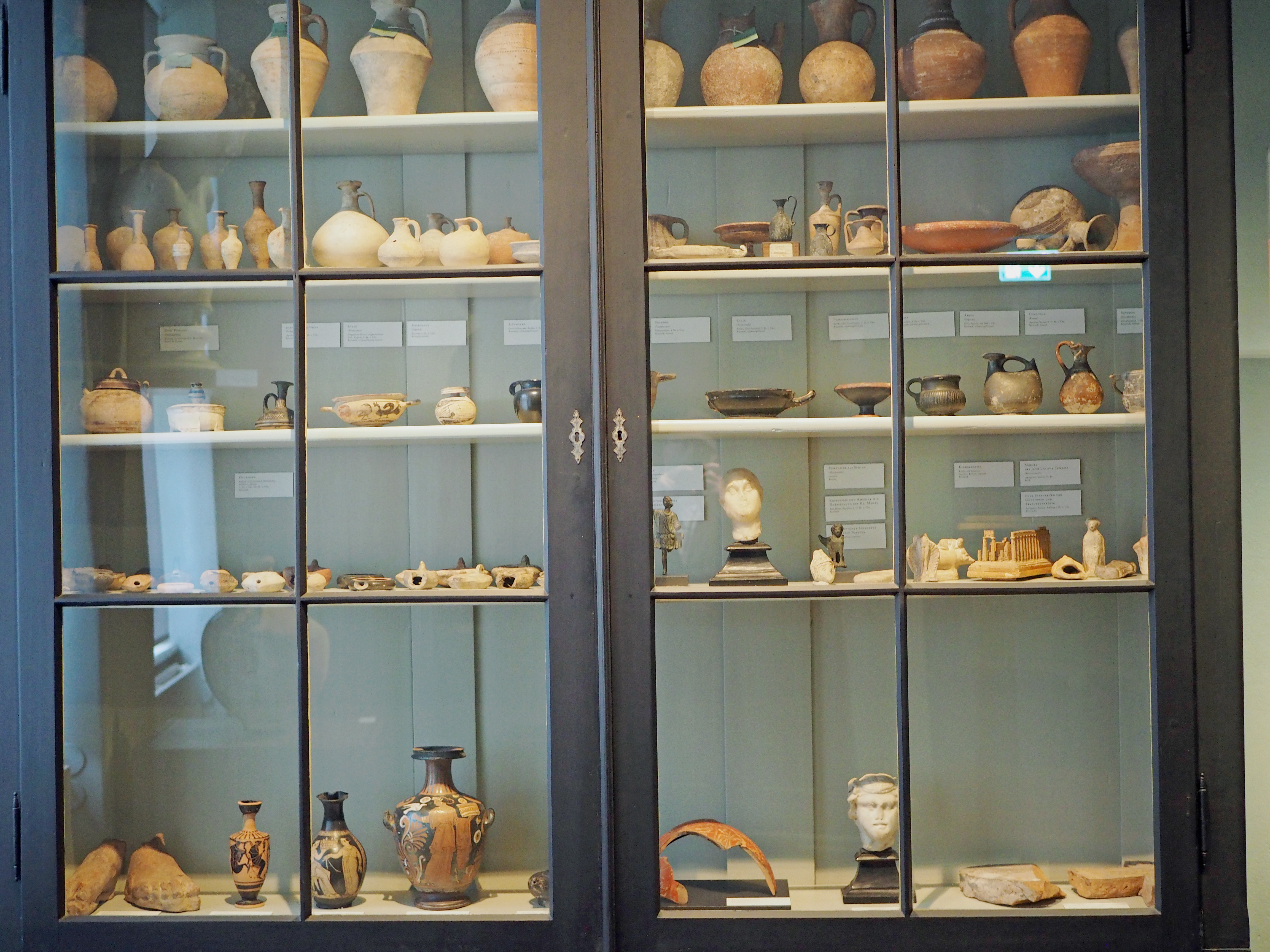
Griechische, römische und ägyptische Antiken
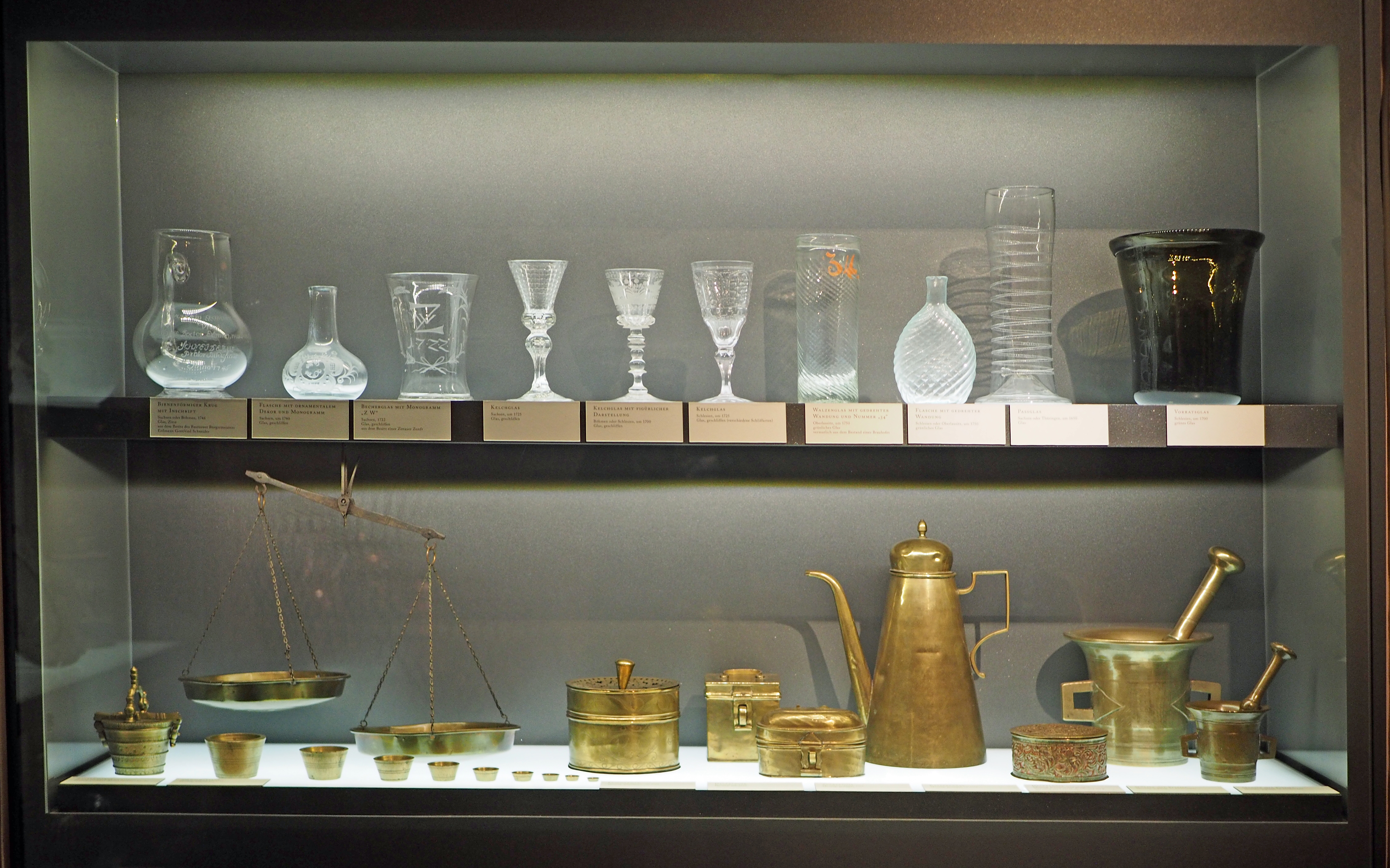
Geschliffene Gläser aus dem 18. Jahrhundert
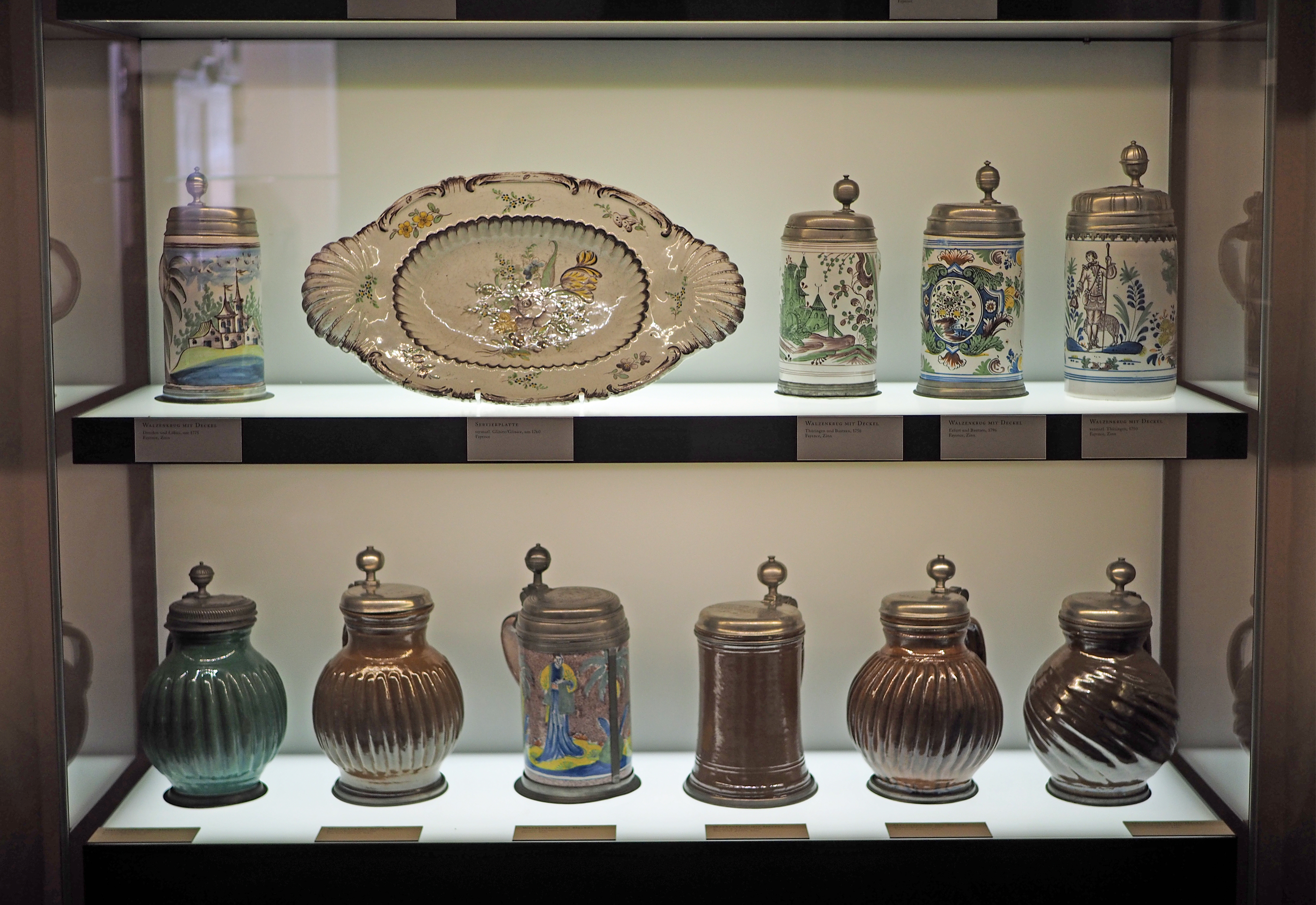
Sammlung antiker Krüge
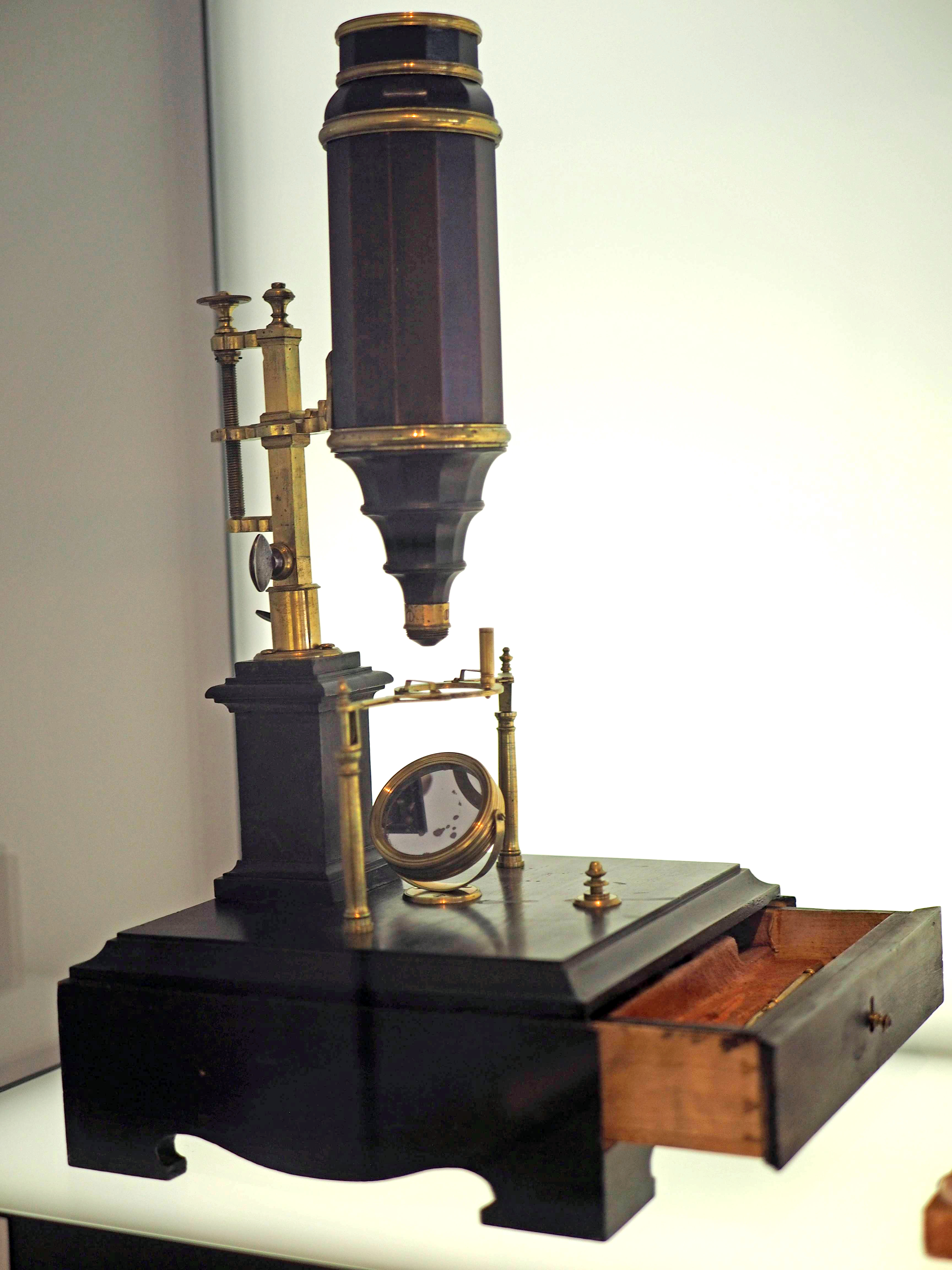
Mikroskop aus dem 18. Jahrhundert
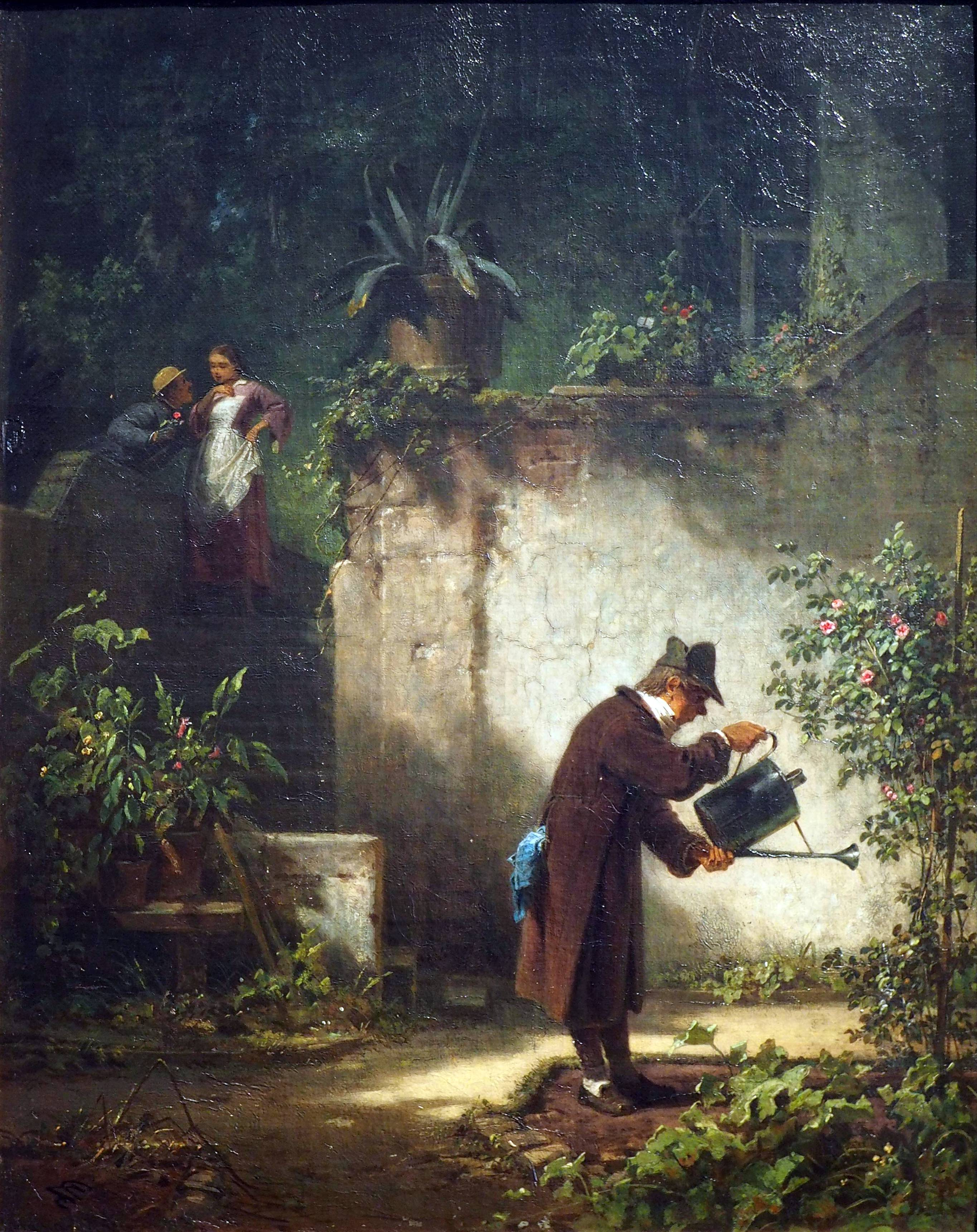
Spitzweg-Gemälde „Der Gartenfreund“
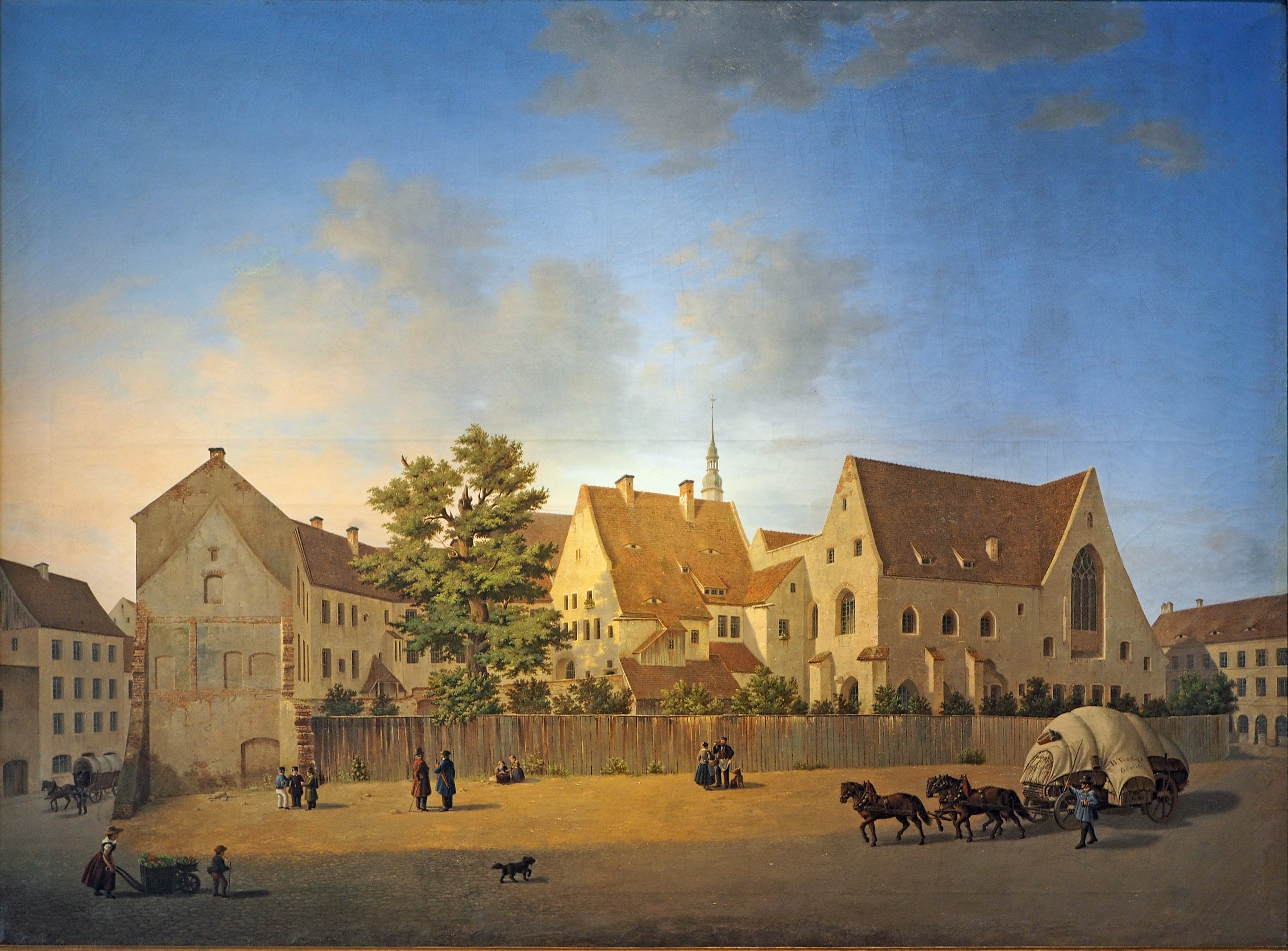
H. Thiedge: „Abbruch des Görlitzer Franziskanerklosters“
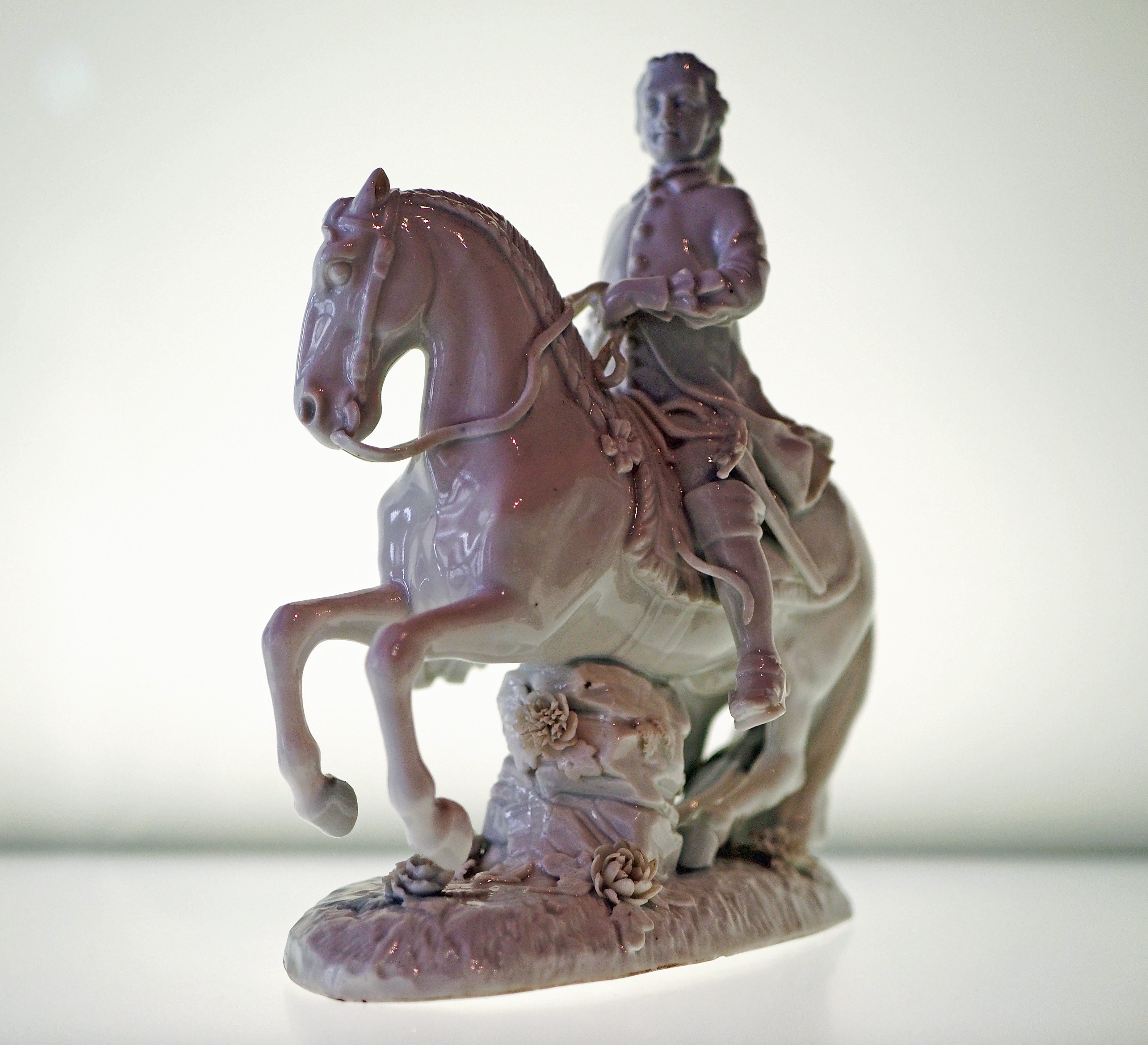
Meißener Porzellanfigur von 1780, Reiterstandbild Friedrich August III. von Sachsen

### Sonderausstellungen (unvollständig)
- 2000 wurde eine Jacob-Böhme-Ausstellung eröffnet.
- Von September 2021 bis März 2022 war eine Sonderausstellung mit Zeichnungen und Druckgrafiken von Charlotte E. Pauly im Graphischen Kabinett zu sehen.[3]
- Vom 24. April bis 16. Oktober 2022 war die Ausstellung Ukiyo-e Hanga zu sehen, welche die namensgebenden japanische Farbholzschnitte aus dem 18. und 19. Jahrhundert zeigte.[4]
- 2009: Keramische Arbeiten Walter Rhaues[5]